# فنار الزعفرانة
فنار الزعفرانة هو فنار يقع في رأس الزعفرانة بمحافظة البحر الأحمر، بُني الفنار في 1862 زمن الوالي محمد سعيد باشا والفنار عبارة عن برج حجري إسطواني يصل طوله إلى 25 م وهو مطلي باللون الأبيض لكن اللون تآكل بفعل عوامل التعرية ويقع في أعلى الفنار نظام إضاءة يصدر وميض أبيض كل 10 ثوانٍ.
زارت لجنة من الآثار الفنار وعاينته في 2016، في محاولة لتسجيله ضمن قائمة الآثار الإسلامية والقبطية.